# إدغار ك. إريكسون
إدغار ك. إريكسون (بالإنجليزية: Edgar C. Erickson)‏ هو سياسي أمريكي، ولد في 18 يوليو 1896 في الولايات المتحدة، وتوفي في 31 مارس 1989 في نفس البلد. حزبياً، نشط في الحزب الجمهوري.